# لورنزو فلاهرتی
لورنزو فلاهرتی (ایتالیایی: Lorenzo Flaherty) (زاده ۲۴ نوامبر ۱۹۶۷ در رم) بازیگر ایتالیایی است.

## زندگی‌نامه
این هنرپیشه ایتالیایی از سن ۱۸ سالگی با حضور در یک فیلم سینمایی و پذیرفتن نقشی کوتاه فعالیت هنری خود را آغاز کرد و ۲ سال بعد با حضور در فیلم ملاقات در لیورپول فعالیت‌های خود در این عرصه را ادامه داد و پس از آن بازی در تئاتر را نیز تجربه کرد.
او در اوایل دهه ۹۰ میلادی در فیلم کوهستان الماس که براساس کتابی از یک نویسنده ایتالیایی نوشته شده بود به ایفای نقش پرداخت و پس از آن فعالیت در مجموعه‌های تلویزیونی را نیز به کارنامه هنری خود اضافه کرد که از آن میان می‌توان به افسون و جنایت‌های شخصی اشاره کرد.
در سال ۲۰۰۲ در سری اول و دوم مجموعه تلویزیونی ایتالیایی حوزه استحفاظی حضور پیدا کرد و موفقیت این مجموعه تلویزیونی در جذب مخاطبان توانست زمینه مناسبی برای ادامه فعالیت‌های هنری او در دیگر مجموعه‌های تلویزیونی را فراهم کند. جنایت‌های غیرحرفه‌ای از آخرین فعالیت‌های او در مجموعه‌های تلویزیونی است.